# 魯什爾河
魯什爾河（烏克蘭語：Рушір），是烏克蘭的河流，位於該國西部，屬於柳奇卡河的右支流，發源自阿克列紹里以南，流經伊萬諾-弗蘭科夫斯克州，河道全長11公里，流域面積34.6平方公里。